# Шульгин-Логский сельсовет
Шульгин-Логский сельсовет — сельское поселение в Советском районе Алтайского края.
Административный центр — село Шульгин Лог.

## Население
| 1997  | 1998  | 1999  | 2000  | 2001  | 2002  | 2003  | 2004  | 2005  | 2006  | 2007  | 2008  |
| ----- | ----- | ----- | ----- | ----- | ----- | ----- | ----- | ----- | ----- | ----- | ----- |
| 748   | ↗761  | ↘756  | ↗1020 | ↗1039 | ↗1070 | ↘1055 | ↗1057 | →1057 | ↘1009 | ↗1025 | ↗1046 |
| 2009  | 2010  | 2011  | 2012  | 2013  | 2014  | 2015  | 2016  | 2017  | 2018  | 2019  | 2020  |
| ↗1050 | →1050 | ↘1047 | ↗1068 | ↗1119 | ↘1098 | ↘1080 | ↘1062 | ↘1031 | ↘1003 | ↘965  | ↘936  |
| 2021  |       |       |       |       |       |       |       |       |       |       |       |
| ↗944  |       |       |       |       |       |       |       |       |       |       |       |

По результатам Всероссийской переписи населения 2010 года, численность населения муниципального образования составила 1050 человек, в том числе 500 мужчин и 550 женщин.

## Состав сельского поселения
В состав сельского поселения входят 2 населённых пункта:
| № | Населённый пункт | Тип населённого пункта       | Население |
| - | ---------------- | ---------------------------- | --------- |
| 1 | Хуторки          | село                         | ↗263      |
| 2 | Шульгин Лог      | село, административный центр | ↗856      |